# Spea
Spea là một chi động vật lưỡng cư trong họ Scaphiopodidae, thuộc bộ Anura. Chi này có 4 loài và không bị đe dọa tuyệt chủng.

## Hình ảnh

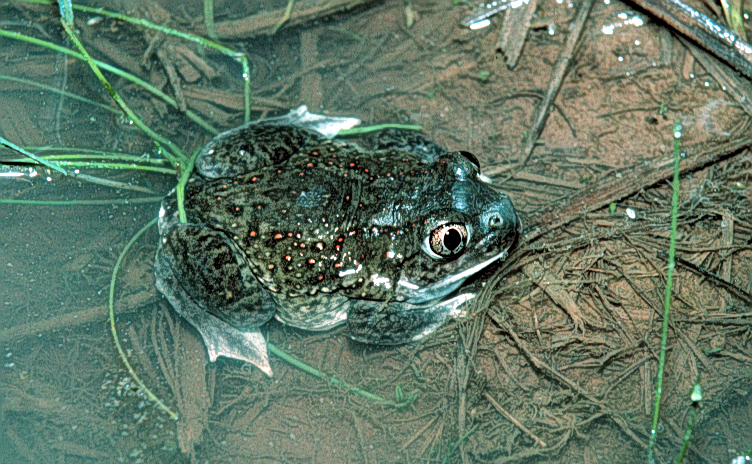
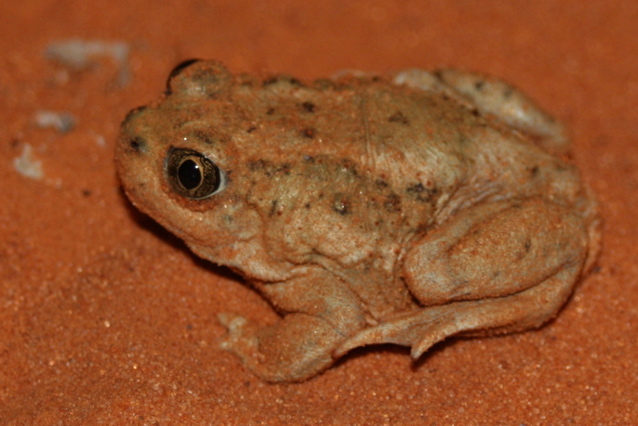

## Danh sách loài
- Spea bombifrons (Cope, 1863)
- Spea hammondii (Baird, 1859)
- Spea intermontana (Cope, 1883)
- Spea multiplicata (Cope, 1863)